# كونور شيلدز
كونور شيلدز (بالإنجليزية: Connor Shields) هو لاعب كرة قدم بريطاني في مركز الهجوم، ولد في 29 يوليو 1997 في کوتبريج ‏ في المملكة المتحدة. لعب مع نادي سندرلاند.

## وصلات خارجية
- كونور شيلدز على موقع قاعدة بيانات كرة القدم.إي يو (الإنجليزية)
- كونور شيلدز على موقع Soccerbase.com (لاعب) (الإنجليزية)
- كونور شيلدز على موقع Soccerway.com (الإنجليزية)
- كونور شيلدز على موقع عالم كرة القدم.نت (الإنجليزية)
- كونور شيلدز على موقع GSA (الإنجليزية)